# داء الليشمانيات الجلدي بعد الكالازار
داء الليشمانيات الجلدي التالي للكلّازار (PKDL) هو أحد المضاعفات التي تلي داء الليشمانيات الحشوي (VL) والذي يتميز بظهور مناطق بيضاء على الجلد، وقد تظهر أيضًا نتوءات أصغر أو أكبر. يبدأ الطفح الجلدي عادة حول الفم وينتشر إلى الوجه والجزء العلوي من الجذع، وعادةً ما يصاحب ذلك بضعة أعراض أخرى.
تبدأ الأعراض في الهند عمومًا في غضون أشهر إلى سنوات من علاج داء الليشمانيات الحشوي، في حين تكون الأعراض أسرع ظهورًا في إفريقيا. في الهند، قد تحدث إصابات لدى أُناس لم تُشخَّص إصابتهم بداء الليشمانيات الحشوي ويكون هؤلاء ناقلين لطفيلي الليشمانيا الدونوفانية؛ فيؤدي ذلك إلى احتمالية استمرار المرض. يعتمد التشخيص عادة على الأعراض، ويُعتقد أن الآلية الأساسية تتضمن رد فعل مناعيًا.
غالبًا ما يكون العلاج باستخدام ميلتيفوسين أو ستيبوغلوكونات الصوديوم أو أمفوتريسين ب، ولكن في السودان قد يختفي المرض من تلقاء نفسه. تُؤخذ هذه الأدوية عدة أشهر، وبعد العلاج يحتاج الجلد إلى وقت طويل ليعود إلى حالته الطبيعية.
يحدث داء الليشمانيات الجلدي التالي للكلازار بشكل رئيسي في السودان والهند، وهما منطقتان متأثرتان بطفيل الليشمانيا الدونوفانية، ويصيب ما نسبته 2.5 إلى 20% من الذين أصيبوا سابقًا بداء الليشمانيات الحشوي. يُصاب البالغون والأطفال بنفس المعدل تقريبًا. وُصف المرض أول مرة عام 1922 على يد السير أوبيندراناث براهماشاري، الذي أطلق عليه اسم الليشمانوية الجلدية.